# Джхансі
Джхансі (англ. Jhansi, гінді झाँसी, урду جھانسی) — місто в південній частині штату Уттар-Прадеш, Індія. Адміністративний центр округу Джхансі.

## Географія
Абсолютна висота — 284 метри над рівнем моря. Місто розташоване в історичній області Бунделкханд, на берегах річки Пахундж, приблизно в 292 км на південний захід від Лакнау і в 415 км на південний схід від Делі.

### Клімат
Місто знаходиться у зоні, котра характеризується середземноморським кліматом. Найтепліший місяць — травень із середньою температурою 33.9 °C (93.1 °F). Найхолодніший місяць — січень, із середньою температурою 15.7 °С (60.2 °F).
| Клімат Джхансі          | Клімат Джхансі | Клімат Джхансі | Клімат Джхансі | Клімат Джхансі | Клімат Джхансі | Клімат Джхансі | Клімат Джхансі | Клімат Джхансі | Клімат Джхансі | Клімат Джхансі | Клімат Джхансі | Клімат Джхансі | Клімат Джхансі |
| Показник                | Січ.           | Лют.           | Бер.           | Квіт.          | Трав.          | Черв.          | Лип.           | Серп.          | Вер.           | Жовт.          | Лист.          | Груд.          | Рік            |
| Середній максимум, °C   | 23,3           | 26,6           | 32,8           | 38,1           | 41,6           | 39,7           | 33,2           | 31             | 32,2           | 32,9           | 28,7           | 24,2           | 32             |
| Середня температура, °C | 15,7           | 18,5           | 24,4           | 30             | 33,9           | 33,6           | 29             | 27,4           | 27,4           | 25,9           | 20,8           | 16,4           | 25,3           |
| Середній мінімум, °C    | 8,1            | 10,6           | 16,1           | 21,8           | 26,3           | 27,5           | 24,9           | 23,8           | 22,7           | 18,8           | 12,9           | 8,7            | 18,5           |
| Норма опадів, мм        | 15.5           | 10             | 6.4            | 3.5            | 6.2            | 84.4           | 331.3          | 318            | 173.3          | 19.9           | 14             | 7.3            | 989.6          |
| ----------------------- | -------------- | -------------- | -------------- | -------------- | -------------- | -------------- | -------------- | -------------- | -------------- | -------------- | -------------- | -------------- | -------------- |
| Джерело: Weatherbase    |                |                |                |                |                |                |                |                |                |                |                |                |                |

## Населення
За оцінкою на 2013 рік чисельність населення становить 462 758 осіб. За даними перепису 2011 року 82 % населення агломерації Джхансі сповідують індуїзм; 14,5 % — іслам; 2 % — християнство і 1,5 % — інші релігії.
Динаміка чисельності населення міста за роками:
| 1991    | 2001    | 2013    |
| ------- | ------- | ------- |
| 311 851 | 383 644 | 462 758 |

## Транспорт
Є залізничне сполучення. Через місто проходять національні шосе № 12A, № 25, № 26, № 75 та № 76. Найближчий аеропорт розташований в місті Гваліор.